# Mal geni
Mal geni, títol original en francès Le Redoutable, és una pel·lícula biogràfica francesa escrita, coproduïda i dirigida per Michel Hazanavicius i estrenada el 2017. És l'adaptació del llibre Un an après d'Anne Wiazemsky, publicat el 2015, sobre la relació que va mantenir amb el cineasta Jean-Luc Godard. Es va estrenar al Festival de Cannes 2017, on va ser seleccionada a la competició oficial. Ha estat doblada al català.

## Sinopsi
Pel·lícula biogràfica sobre Jean-Luc Godard (Louis Garrel) centrada en el període comprès entre 1967 i 1969, la seva relació amb Anne Wiazemsky (Stacy Martin) i en els seu posicionament radical en el camp de la política durant el Maig francès. El seu compromís maoista que l'empeny a fer cinema polític, desconcerta els seus admiradors i amics.

### Trama
La pel·lícula consta de nou capítols amb un epíleg. Els títols de les parts parodien les seves pel·lícules i destaquen la insolència marca Godard: Wolfgang Amadeus Godard; Mao és xinès; Impliqueu-vos!; Relacions perilloses; Amb Mao, tot és més bonic; Pierrot el menyspreu; Salveu, si podeu (els mobles); El primer dels mohicans i Matant Godard. Al llarg de la pel·lícula, seqüències pastitx amb els efectes Godard, com el blanc i negre, negatius, la veu en off, els canvis de so, quarta paret, intertítols, subtítols que emfatitzen el que no es diu,...
A l’any 1967, a Paris, Jean-Luc Godard té 37 anys i és la gran figura de la Nouvelle Vague. Admirat pel seu geni no convencional, Jean-Luc s'enamora d’Anne, de 20 anys, i tot i ésser la neta del premi Nobel François Mauriac i hereva d’una família aristocràtica russa que va fugir a França després de la Revolució Russa, la fa protagonista d’una pel·lícula maoista: La chinoise. El dia que la demana en matrimoni escolten a la ràdio la notícia de la immersió del submarí Le Redoutable. Godard és recolzat per la Xina per la seva ideologia, però a l'ambaixada xinesa no els agrada "La Chinoise".
Un any després, durant el maig del 68, Godard participa a les manifestacions, sovint violentes. En les protestes, que ell filma de forma esteticista, se sent incòmode per admiradors que li demanen que torni a fer pel·lícules més comprensibles i entretingudes. Durant les assemblees, els seus discursos incendiaris son criticats pels mateixos estudiants. Unes pintades el qualifiquen de "el més estúpid dels suïssos pro-xinesos". A Roma, en una conferencia es esbroncat en públic i es baralla amb Bernardo Bertolucci.
Cercant un cinema més polític i radical crea el Grup Dziga Vertov, en reconeixement del realitzador del mateix nom. Roda un western maoista amb un equip sense jerarquia, comentant al matí allò que es rodarà després al migdia. Els seus companys l'acusen de fer un discurs incomprensible. Mentre la seva relació amb Anne es deteriora, Godard s'enfronta a les seves contradiccions davant les opinions majoritàries de l'equip.

## Repartiment
- Louis Garrel : Jean-Luc Godard
- Stacy Martin : Anne Wiazemsky
- Bérénice Bejo : Michèle Rosier
- Micha Lescot : Jean-Pierre Bamberger
- Grégory Gadebois : Michel Cournot
- Félix Kysyl : Jean-Pierre Gorin
- Arthur Orcier : Jean-Henri Roger
- Marc Fraize : Émile
- Romain Goupil : policia cinèfil
- Guido Caprino : Bernardo Bertolucci
- Emmanuele Aita : Marco Ferreri
- Matteo Martari : Marco Margine
- Jean-Pierre Mocky : client del restaurant

## Anècdotes sobre la pel·lícula
La desmitificació i el sarcasme que fa la pel·lícula sobre la figura del director franco-suís li va valer a Hazanavicius diversos insults i una gran esbroncada en el Festival de Canes.
Michael Hazanavicius va contactar amb Godard per convidar-lo a l’estrena, però el realitzador, que llavors comptava amb 87 anys, ni tan sols li va respondre:
"Li vaig dir que estava fent una pel·lícula sobre ell i sobre la seva relació amb Wiazemsky. Òbviament li vaig parlar del llibre, vaig comentar-li qui l'interpretaria, li vaig explicar tot. Ell em va demanar el guió, això sí, i jo li ho vaig enviar. I avui encara no he rebut ni una resposta. Tot i que vaig convidar-lo a l'estrena, tampoc em va contestar. Vaig pensar que diria alguna cosa ofensiva de mi, i no ho ha fet. En tot cas, no crec que mai vegi la pel·lícula, i no m'importa què en pensi."